# Cadena (heráldica)

Escudo de Jämsä

En heráldica, una cadena es un símbolo que se pone en banda y en orla, llenando todo el escudo. 
Simboliza, ya un tirano cautiverio, ya una esclavitud amorosa.
En España se atribuyeron erróneamente las cadenas del escudo de Navarra a un suceso legendario de las Navas de Tolosa (1212), según el cual los caballeros navarros atravesaron el atrincheramiento de la tienda de Miramamolin, formado de estacas y fuertes cadenas, que guardaron como trofeo, tras lo cual Sancho VII de Navarra incorporó las cadenas a su escudo de armas. Sin embargo, está demostrado que Sancho VII no cambió de escudo después de la batalla. El origen de la figura heráldica de las cadenas navarras está en realidad en la bloca y refuerzos metálicos que solían incorporar los escudos almendrados del siglo XII, y de la que hay ejemplos anteriores. Según Tomás Urzainki se puede encontrar en la iglesia de San Miguel de Estella (1160), en un relieve de la catedral de Chartres (1164) y en miniaturas de la Biblia de Pamplona (1189). El escudo blocado aparece en los sellos de los reyes Sancho VI el Sabio y Teobaldo I de Navarra, además de en los del conde de Barcelona Ramón Berenguer IV, y con el tiempo fue evolucionando y dando lugar a la leyenda.